# 張景鉞
張景鉞（1895年10月29日—1975年4月24日），字峴儕，男，江蘇武進人，中国植物學家，中央研究院院士。

## 生平
出生於湖北光化縣。1916年在安徽蕪湖聖雅各中學畢業後，考入北平清華學堂（清華大學前身），1920年畢業後公費赴美國留學，初入德克薩斯農工學院學習，1922年轉入芝加哥大學植物系，1923年獲得學士學位，1925年獲得科學博士學位。同年秋季回國，擔任國立東南大學（1928年改名國立中央大學，1949年改名南京大學）生物系教授，次年兼系主任。1932年獲中國教育及文化促進基金會的研究資助，赴英國里茲大學和瑞士巴塞爾大學考察研究。同年9月回國後，擔任北京大學植物學教授兼生物系主任，後曾任理學院院長。1937年抗日戰爭爆發後，輾轉赴昆明任教於西南聯合大學，1945年抗戰勝利後，應邀到美國加州大學柏克萊分校進行學術交流一年。1946年冬回國續任北京大學植物系主任。1948年，當選為中央研究院第一屆院士。
1949年中華人民共和國成立後，續任原職。1952年北京各大學院系調整後，續任合併後的北京大學生物系主任。他曾當選為北京市人大代表、北京市政協委員。1955年，獲選為中國科學院院士（學部委員）。
文化大革命時期遭受迫害，其妻崔之蘭是動物形態學家，崔之蘭先被作為資產階級反動學術權威鬥爭，後來又被指控為惡毒攻擊江青。年近七十的她和丈夫在家門前被鬥爭，臉上塗了漿糊和墨汁，身上掛了黑牌，還有人揪他們的頭髮進行辱罵。有一次被長距離游斗，她低頭彎腰行走，鼻子流血灑了一路。張景鉞患帕金森氏症不能長時間站立，鬥爭會上竟強迫崔芝蘭跪在地上用身軀支撐住她的丈夫。1968年張景鉞在病中還受到批鬥，從此臥床不起，於1975年4月2日逝世于北京大學燕東園38號。
他在就讀研究所期間，曾獲選為Sigma Xi科學會會員。1933年共同發起成立中國植物學會，並多次擔任理事長職務。先後創辦《中國植物學雜誌》、英文《中國植物學彙報》、《植物學報》等學術期刊。他在植物解剖學、實驗形態學、古植物學、系統植物學和植物胚胎學等領域，都推動了開創性的研究，是中國植物形態學和植物系統學的開拓者。